# Epicrocis
Epicrocis é um gênero de mariposa pertencente à família Crambidae.